# Амхерст (Висконсин)
Амхерст (енгл. Amherst) град је у америчкој савезној држави Висконсин.

## Демографија
По попису из 2010. године број становника је 1.035, што је 71 (7,4%) становника више него 2000. године.
| Група             | 2000.       | 2010.         |
| Белци             | 951 (98,7%) | 1.000 (96,6%) |
| Афроамериканци    | 4 (0,4%)    | 3 (0,3%)      |
| Азијати           | 0 (0,0%)    | 2 (0,2%)      |
| Хиспаноамериканци | 5 (0,5%)    | 26 (2,5%)     |
| Укупно            | 964         | 1.035         |